# Contrapoder

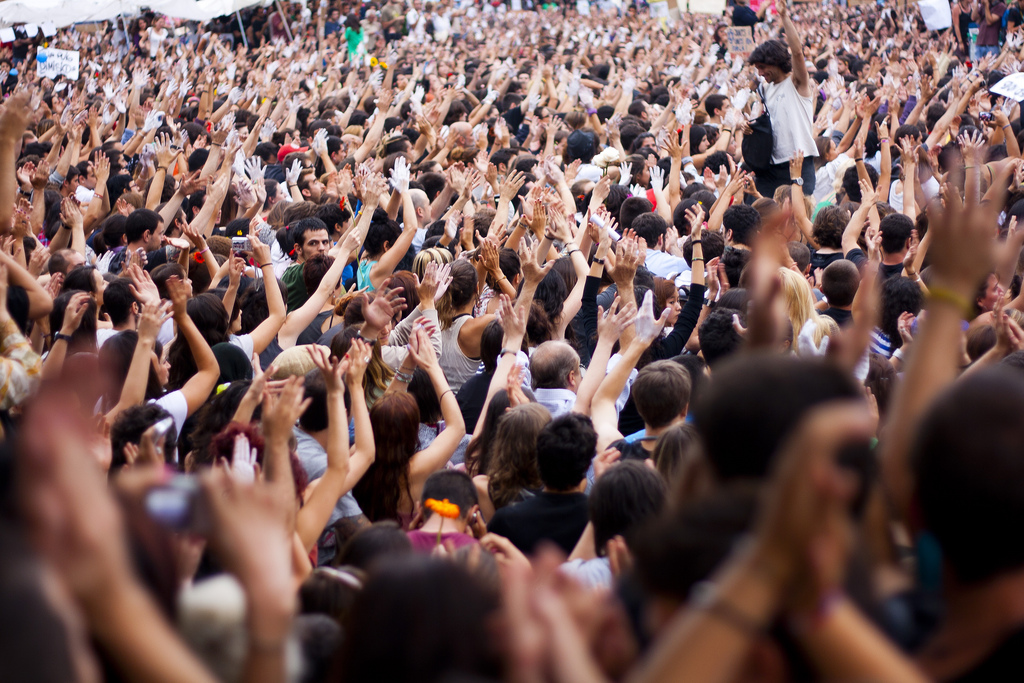
Mans enlaire del Moviment 15-M a Barcelona

El contrapoder és una estructura social que s'erigeix davant del poder oficial en un estat. La legalitat de què l'estat s'envolta correspon a la defensa de la institucionalitat específica i per això la necessitat d'analitzar les diferents estratègies depenent de la situació concreta de cada país o regió. La situació en què es dona una pugna entre el poder oficial i un contrapoder s'anomena poder dual. L'objectiu del contrapoder és tant el d'aturar accions determinades que afecten profundament la societat com generar alternatives al model imperant.
El contrapoder és també una lectura sobre els moviments socials feta principalment des del l'autonomia obrera. Aquesta dona una interpretació pròpia a la història, segons Michael Hardt i Antonio Negri, pel que fa a la desintegració de la idea clàssica d'estat nació i la desfiguració de les institucions socials. Incideix en la pèrdua de qualitat de vida de la classe treballadora, i la seva il·lusió d'escalar socialment a través de l'espectre del consumisme. Hi ha tres components teòrics específics: resistència, insurrecció i poder constituent.
D'altra banda, l'obra de John Holloway pren les idees de Hardt i Negri, relatives a la idea d'imperi i control total del poder polític, però proposa renunciar al mateix poder hegemònic. Planteja el contrapoder com un equilibri necessari en la societat a fi de construir una lògica de l'«antipoder» que elimini les conseqüències històriques de l'ús i l'abús del poder en la història de la humanitat. Les lluites socials a diferents regions del planeta són exemples de manifestacions d'un contrapoder operant des de la mateixa societat mitjançant pràctiques de resistència en els quals la població s'autoorganitza per tal de resistir els poders establerts. Tot i l'abast local d'aquestes lluites, constitueixen una mostra del creixent descontentament de la societat amb un model socioeconòmic que s'expandeix i legitima sense contrapès ideològic.